# St. Quirinus (Sankt Quirin)

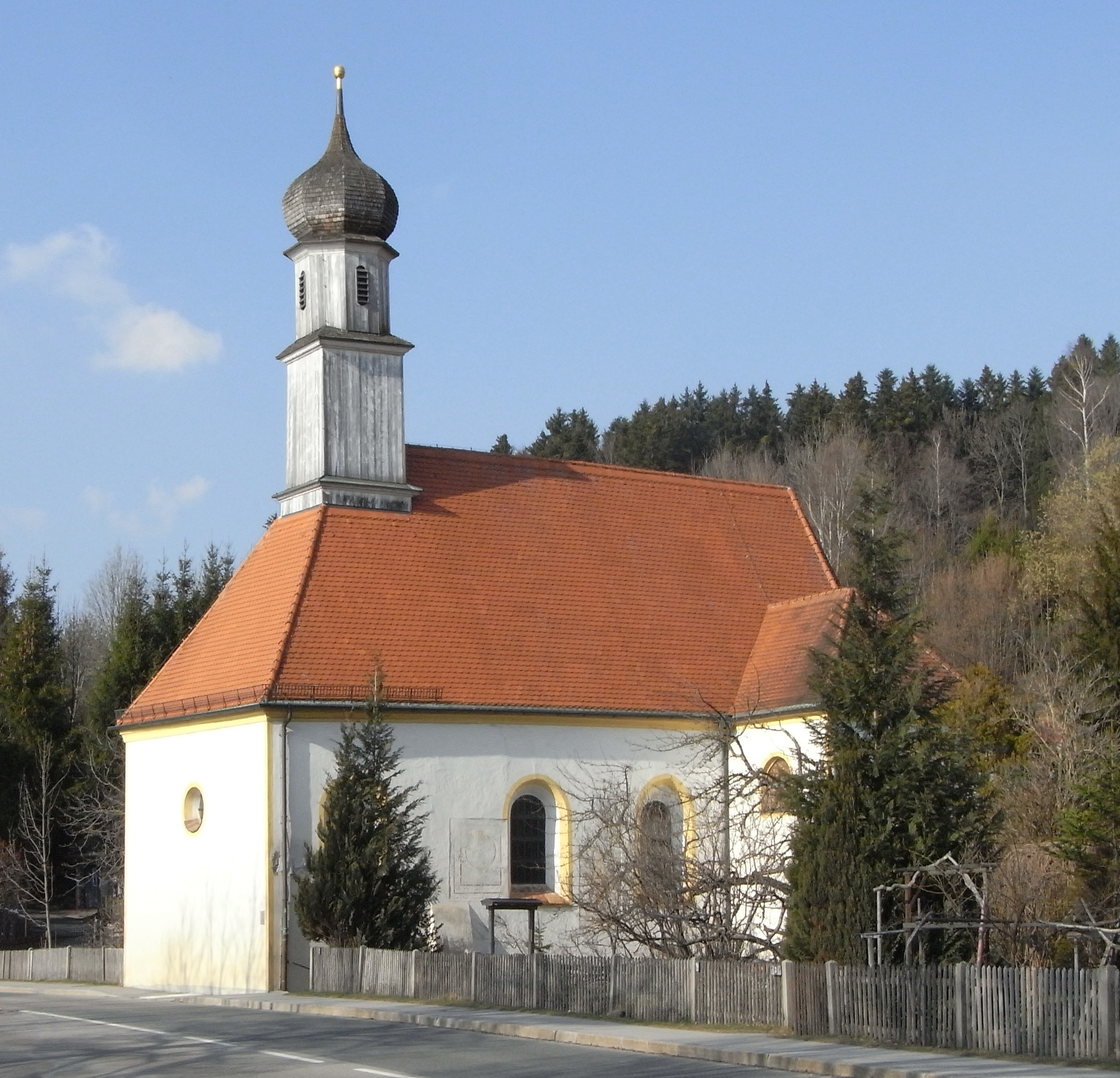
St. Quirinus in Sankt Quirin

Die römisch-katholische Filialkirche St. Quirinus steht in Sankt Quirin, einem Gemeindeteil von Gmund am Tegernsee im oberbayerischen Landkreis Miesbach. Sie ist in der Liste der Baudenkmäler in Gmund am Tegernsee unter der Nr. D-1-82-116-100 eingetragen. Die Kirche gehört zum Dekanat Miesbach des Erzbistums München und Freising.

## Beschreibung
Die spätgotische Saalkirche wurde im 15. Jahrhundert anstelle einer Holzkirche errichtet und ab 1676 barock umgestaltet. Sie besteht aus dem Langhaus, dem eingezogenen, dreiseitig geschlossenen Chor im Osten und der Sakristei an der Südwand des Chors, in deren Obergeschoss sich ein Oratorium befindet. Auf dem Satteldach des Langhauses erhebt sich im Westen ein quadratischer Dachreiter, dessen achteckiges, mit einer Zwiebelhaube bedecktes Obergeschoss den Glockenstuhl enthält.
Der Innenraum ist mit einem Stichkappengewölbe überspannt. Der 1638 gebaute Hochaltar wird von den Skulpturen des Simon Petrus und Paulus von Tarsus flankiert. Auf dem Altarretabel ist Quirinus von Tegernsee, im Altarauszug Josef von Nazaret mit dem Jesuskind dargestellt.

## Orgel
Das Positiv mit fünf Registern wurde um 1680 mit einer rein mechanischen Schleiflade und einem Barockprospekt von einem unbekannten Orgelbauer erbaut. Die Disposition lautet:
| Manual C,D,E,F,G,A–c3 |       |            |
| Copel                 | 8′    |            |
| Flöte                 | 4′    |            |
| Principal             | 2′    |            |
| Quint                 | 1 ⁄3′ |            |
| Zimbel II             | 1⁄2′  | [ Anm. 1 ] |

Anmerkungen
1. ↑  vermutlich früher Mixtur